# ウカシェヴィチ (小惑星)
ウカシェヴィチ (27114 Lukasiewicz) は小惑星帯の外縁部に位置する小惑星。1998年11月19日、パオロ・G・コンバがアリゾナ州のプレスコット天文台で発見した。
ポーランドの論理学者、哲学者であるヤン・ウカシェヴィチ (Jan Łukasiewicz) に因んで名付けられた。